# Инфилд (география)
И́нфилд (англ. infield или in-field, дословно — «внутреннее поле») — в Англии и Шотландии прилегающий к усадьбе участок земли. Обычно инфилды огораживались и использовались в качестве пахотных земель. Они удобрялись органическими удобрениями, которые образовывались при стойловом содержании домашнего скота и обрабатывались более или менее постоянно. Этим они отличались от аутфилда, располагавшегося на бо́льшем расстоянии от усадьбы и использовавшегося для выпаса скота или редких засевов только одной культурой.